# 中島たい子
中島 たい子（なかじま たいこ、1969年8月19日 - ）は、日本の小説家、脚本家。

## 経歴
東京都出身。文化学院の高等課程美術科卒業後、同校の専門課程の建築科に入るが、多摩美術大学芸術学部映像コースに転学し、卒業。
建築家・毛綱毅曠の事務所でアルバイトをしていた経験がある。1996年、「チキチキバンバン」で第1回日本テレビシナリオ登龍門・大賞受賞。1997年、「宇宙のペン」で第23回城戸賞準入選。
2004年、「漢方小説」で第28回すばる文学賞受賞。2005年、「漢方小説」で第132回芥川龍之介賞候補。2006年、「この人と結婚するかも」で第133回芥川龍之介賞候補。

## 作品リスト

### 単行本
- 『漢方小説』（2005/1/5、集英社 / 2008/1/18、集英社文庫）
  - 初出:『すばる』2004年11月号
- 『そろそろくる』（2006/3/3、集英社 / 2009/2/20、集英社文庫）
  - 初出:『すばる』2005年10月号
- 『建てて、いい?』（2007/4/6、講談社 / 2010/4/15、講談社文庫）-- 第５回京都水無月大賞大賞受賞作。
  - 建てて、いい?（『群像』2006年12月号）
  - 彼の宅急便（『群像』2005年5月号）
- 『この人と結婚するかも』（2007/9/5、集英社 / 2010/9/17、集英社文庫）
  - この人と結婚するかも（『すばる』2005年6月号）
  - ケイタリング・ドライブ（『すばる』2007年6月号）
- 『結婚小説』（2009/12/4、集英社）「ハッピー・チョイス」文庫
  - 初出:『すばる』2009年10月号
- 『ぐるぐる七福神』(2011/10/20、マガジンハウス /　2014/2/6、幻冬舎文庫  )
- 『LOVE & SYSTEMS』(2012/8/24、幻冬舎  )
  - アマナ（『GINGER L。』 2010年WINTER 01号）
  - トレニア（『GINGER L。』 2011年SPRING 02号）
  - ナコの木（『GINGER L。』 2011年SUMMER 03号）
  - ヒメジョオン（『GINGER L。』 2011年AUTUMN 04号）
- 『ハッピー・チョイス 』(2012/11/20、集英社文庫)
- 『心臓異色』(2015/1/16、光文社 )　『おふるなボクたち』(2017/9/8、光文社文庫)
- 『院内カフェ』(2015/7/7、朝日新聞出版 /2018/9/7、朝日文庫)
- 『がっかり行進曲』(2017/1/5、ちくまプリマー新書 )
- 『万次郎茶屋』(2017/4/18、光文社 / 2021/9/14、光文社文庫)
- 『パリのキッチンで四角いバゲットを焼きながら』(2018/4/10、ポプラ社 / 2024/2/8、幻冬舎文庫)
- 『かきあげ家族』(2020/8/18、光文社 / 2023/8/9、光文社文庫 )

### 単行本未収録作品
- 笑難（『文學界』2008年4月号）
- 中古レコード（『SF宝石』 2013年8月20日発行）